# Saint-Pierre-des-Jonquières
Saint-Pierre-des-Jonquières è un comune francese di 76 abitanti situato nel dipartimento della Senna Marittima nella regione della Normandia.

## Storia

### Simboli
Lo stemma comunale è stato adottato il 12 ottobre 2022. Le spronelle derivano dall'arma dei Bonastre, un tempo signori del luogo; il trifoglio ricorda l'antica parrocchia della Trinità; le chiavi decussate sono attributo di san Pietro; i due leopardi in campo rosso sono il simbolo della Normandia.

## Società

### Evoluzione demografica
Abitanti censiti